# Torre de Can Brunet
Torre de Can Brunet o Torre de Can Saurí és una antiga torre de defensa del segle xv adossada a una masia del municipi de Sant Vicenç de Montalt (Maresme). Està inclosa a l'Inventari del Patrimoni Arquitectònic de Catalunya. El nom prové de les famílies propietàries, que han donat dos batlles a Sant Vicenç de Montalt, Josep Saurí entre 1801 i 1803 i Josep Brunet Paituvi, l'any 1934 durant la II República.
És una torre de planta quadrada, de tres plantes d'alçada, amb la part superior actualment retallada, però encara conserva les mènsules del matacà. Té les cantoneres de pedra, així com l'emmarcament de les finestres.